# Checking Out (film 1924)
Checking Out è un cortometraggio muto del 1924 scritto e diretto da Noel M. Smith.

## Produzione
Il film fu prodotto dalla Century Film.

## Distribuzione
Distribuito dall'Universal Pictures, il film - un cortometraggio in due bobine - uscì nelle sale cinematografiche USA il 9 aprile 1924.